# Weidemolen Arnhem I
De weidemolen (I) is een van de twee weidemolens in het Nederlands Openluchtmuseum te Arnhem.
Van oorsprong stond dit molentje bij Gouda. In 1946 werd het herbouwd in het Nederlands Openluchtmuseum. Het molentje kan in principe malen in een circuit. De kleine roeden van de molen zijn daartoe voorzien van houten borden in plaats van de zeilen die men bij grotere molens ziet.